# Jan Hellström
Pour les articles homonymes, voir Hellström.
Jan Hellström (né le 21 février 1960 en Suède) est un joueur de football international suédois.